# Spider-Man: Kravens letzte Jagd
Spider-Man: Kravens letzte Jagd (Kraven’s last hunt) ist ein von J. M. DeMatteis und Mike Zeck erfundenes Spider-Man-Comicspecial. Einzeln erschien die Geschichte von Oktober 1987 bis November 1987 in den Ausgaben Web of Spider-Man 31–32, Amazing Spider-Man 293–294 und Spectacular Spider-Man 131–132.

## Handlung
Kraven der Jäger spürt, dass er nicht mehr der Jüngste ist und sein Ende bevorsteht. Er ist aber noch nicht bereit zu gehen, denn eine Sache lässt ihm keine Ruhe. Als Spider-Man sich eines Tages wieder über die Dächer von New York schwingt, wirft Kraven ein Netz über ihn und schießt dann mit einem Gewehr auf ihn. Anschließend veranstaltet er im Garten seines Landhauses ein kleines Begräbnis für seinen Feind und bestattet ihn persönlich. Danach zieht er sich ein Kostüm wie Spider-Man an und geht auf Verbrecherjagd. Dabei geht er aber ungleich brutaler vor als der echte Superheld, da er einige der Gangster sogar tötet. Auch Mary-Jane, die auf der Suche nach ihrem Mann von zwei Männern angegriffen und von Kraven gerettet wird, merkt, dass dies nicht Peter ist. Nun will Kraven die letzte Herausforderung annehmen und gegen den Rattenmutanten Vermin kämpfen, den Spider-Man einst nur mit Hilfe von Captain America besiegen konnte. Im Kostüm spürt er Vermin in der Kanalisation auf und besiegt ihn in einem harten Kampf. Danach nimmt er ihn mit in sein Landhaus. Zur gleichen Zeit kommt Spider-Man aus seinem Grab und erkennt an dem Datum auf dem Grabstein, dass er zwei Wochen hier lag. Als er Kraven aufspürt und ihn zur Rede stellt, erklärt dieser, dass er ihn nur betäubt hätte, damit er wusste, dass er von ihm besiegt wurde. Außerdem habe er vorübergehend seine Identität angenommen, um zu zeigen, dass er besser wäre als der wahre Spider-Man. Er führt Spider-Man in den Trophäenraum, wo Vermin eingesperrt ist. Er lässt beide gegeneinander kämpfen, bis Vermin die Flucht ergreift. Bevor Spider-Man ihn verfolgt, erklärt Kraven ihm, dass er sein Versprechen halten würde: „Heute Nacht hat Kraven, der Jäger, das letzte Mal gejagt.“
Während Spider-Man Vermin nachjagt und bekämpft, begeht Kraven Selbstmord, indem er sich mit einem Gewehr in den Kopf schießt. Vorher verständigt er aber die Polizei, der er ein komplettes Geständnis mit Fotos hinterlässt, die Spider-Man entlasten sollen. Nach einem Kampf in der Kanalisation flieht Vermin nach oben. Dort ist aber schon der Tag angebrochen und der ganze Stadtlärm macht ihm Angst. Spider-Man fesselt ihn mit seinem Netz und bringt ihn zu Reed Richards, der ihm helfen soll. Kurz darauf kommt Peter zu Hause an, wo er erfreut von Mary-Jane erwartet wird. Derweil wird Kraven im Garten seines Landhauses beerdigt mit den Worten: „HE DIES IN HONOR“.

## Entstehung
J. M. DeMatteis wollte ursprünglich eine Wonderman-Geschichte schreiben, in welcher dieser vom Grim Reaper bezwungen und lebendig begraben wird. Obwohl diese Story von Tom DeFalco abgelehnt wurde, behielt DeMatteis die grobe Story doch im Hinterkopf. Einige Jahre danach wollte er die Story als Batman-Geschichte umsetzen, doch die Handlung hätte sich zu sehr mit Alan Moores Batman: The Killing Joke überschnitten. Deshalb wollte er die Geschichte nun mit Hugo Strange als Bösewicht schreiben, der Batmans Identität annehmen solle, doch auch die Version wurde abgelehnt. Schließlich entschloss DeMatteis sich, Spider-Man für die Geschichte zu nehmen, was auch endlich von Jim Owsley akzeptiert wurde. Zuerst wollte DeMatteis speziell für dieses Special einen eigenen Schurken erfinden. Als er aber in einem Marvel-Lexikon las, dass Kraven Russe war, inspirierte ihn das als Dostojewski-Fan.

## Veröffentlichung
Dieser Comic wurde als One-Shot-Band 2007 von Panini auf Deutsch herausgebracht. 2013 wurde er als siebter Band der offiziellen Marvel-Comic-Sammlung erneut zum Verkauf freigegeben.
1998 wurde die Geschichte von Marvel Deutschland als #2 der Marvel Exklusiv Reihe veröffentlicht, inklusive eines Vorworts von Stan Lee.